# Cypress (Illinois)
Cypress es una villa ubicada en el condado de Johnson en el estado estadounidense de Illinois. En el Censo de 2010 tenía una población de 234 habitantes y una densidad poblacional de 119,51 personas por km².

## Geografía
Cypress se encuentra ubicada en las coordenadas 37°21′57″N 89°1′8″O / 37.36583, -89.01889. Según la Oficina del Censo de los Estados Unidos, Cypress tiene una superficie total de 1.96 km², de la cual 1.95 km² corresponden a tierra firme y (0.4%) 0.01 km² es agua.

## Demografía
Según el censo de 2010, había 234 personas residiendo en Cypress. La densidad de población era de 119,51 hab./km². De los 234 habitantes, Cypress estaba compuesto por el 95.3% blancos, el 0% eran afroamericanos, el 2.56% eran amerindios, el 0.43% eran asiáticos, el 0% eran isleños del Pacífico, el 0% eran de otras razas y el 1.71% pertenecían a dos o más razas. Del total de la población el 4.27% eran hispanos o latinos de cualquier raza.